# Antequera (Paraguay)
Antequera è un centro abitato del dipartimento di San Pedro, in Paraguay. La località forma uno dei 19 distretti del dipartimento.

## Storia
Fu fondata nel 1892 dai fratelli Juan Alberto López e José Visitación López come piccolo insediamento. Nel 1955 il luogo fu promosso a distretto. 

## Popolazione
Al censimento del 2002 Antequera contava una popolazione urbana di 2.592 abitanti (3.426 nell'intero distretto).

## Caratteristiche
Situata sulle rive del fiume Paraguay Antequera è un importante porto fluviale. La località fu fondata nel 1892 e prende il nome da José de Antequera y Castro, personaggio storico spagnolo nato a Panama che ricoprì nel Paraguay coloniale il ruolo di giudice e poi di governatore, prima di essere arrestato nel 1725 e condannato a morte nel 1731 dal viceré del Perù.  Antequera sorge nel luogo in cui il giudice giunse per la prima volta con la sua nave.